# بوبي غودمان
روبرت أو. غودمان (بالإنجليزية: Robert O. Goodman)‏ طيار في الطائرة غرومان ايه-6 إنترودر وخريج عام 1978 من أكاديمية الولايات المتحدة البحرية. أسقطت طائرته فوق لبنان في 4 ديسمبر 1983. ألقي القبض عليه عند طرده من الطائرة المنكوبة وكان محتجزا لمدة 30 يوما. قام القس جيسي جاكسون بتسهيل إطلاق سراحه في 3 يناير 1984.

## الخلفية
في أكتوبر 1983 وصلت حاملة الطائرات يو إس إس جون كينيدي (CV-67) إلى بيروت بلبنان بدلا من التوجه إلى المحيط الهندي بعد أن أدى تفجير ثكنة بيروت إلى مقتل 241 من أفراد الجيش الأمريكي للقوة المتعددة الجنسيات في لبنان. أمضت السفينة بقية تلك السنة وأوائل عام 1984 تقوم بدوريات في المنطقة. في 4 ديسمبر ردا على إطلاق النار على الطائرتين الأمريكيتين من طراز إف-14 توم كات في اليوم السابق فقد قامت عشر طائرات من طراز غرومان ايه-6 إنترودر من السرب المقاتل 85 بالإضافة إلى طائرات من طراز إيه-7 كورسير من حاملة الطائرات يو إس إس إنديبيندينس (CV-62) بشن غارة بالقنابل على بيروت.

## القبض عليه
أثناء قيامه بمهمة التفجير أصيب الطاقم المكون من رجلين من السرب الهجومي 85 بصاروخ موجه بالأشعة تحت الحمراء (ستريلا-2 أو ستريلا-1) في فوهة المحرك عند إسقاط قنبلته في حين لا يزال يسقط من 1,800 قدم (554 متر). جرح على الفور جسم وجناح الطائرة واشتعلت فيهما النيران ثم اندلعت النيران في محرك الجانب الأيمن.
حاول الطيار الملازم الأمريكي للبحرية مارك لانغ الطيار البحري السيطرة على الطائرة من أجل خروج الطاقم بسلام. بعد النزول السريع والمنخفض للمستوى تحطمت الطائرة في الجو على ارتفاع 1000 متر فوق مستوى سطح البحر فوق قرية محاطة بمواقع المدفعية السورية المضادة للطائرات. خرج لانغ وغودمان في اللحظة الأخيرة ولكن المظلة فشلت في العمل بالشكل الصحيح مما أدى إلى السقوط على الأرض. أصيب لانغ في ساقه اليسرى بجراح خطيرة وتوفي بعد وقت قصير من اعتقاله من قبل القوات السورية والمدنيين اللبنانيين. غودمان الذي فقد الوعي كسر ثلاثة من أضلاعه وجرح الكتف والركبة خلال السقوط ولكن كانت حالته مستقرة. تم القبض عليه وأوقظ من قبل السوريين واقتيد إلى دمشق.

## الأسر
تم أسر غودمان لأكثر من شهر وخلاله قامت الحكومة الأمريكية بمحاولات عديدة لتحريره. كان لديه عدد قليل من الزوار بما في ذلك السفير روبرت باغانيلي الذي جلب له عشاء عيد الميلاد.

## الحرية
في ديسمبر 1983 سافر جيسي جاكسون إلى سوريا بوفد ضم القس وايت تي ووكر ولويس فرخان محمد وجاك مندلسون والدكتورة ثيلما س. د. أدير والقس م. ويليام هوارد الابن وفلورنس تيت (السكرتير الصحفي) وجوليا جونز (مصورة) وتوماس بورتر وجيسي جاكسون الابن وجوناثان جاكسون وغيرهم. تم إنجاز الهدف السلمي للبعثة حيث أنها ضمنت الإفراج عن غودمان.

## ردة فعل البيت الأبيض
رحب الرئيس الأمريكي رونالد ريغان بالملازم غودمان في البيت الأبيض في 4 يناير 1984 بعد ساعات من عودة القس جاكسون إلى الولايات المتحدة.
قال ريغان أن الملازم غودمان «يمثل صفات القيادة والولاء» وقال أن «مهمة الرحمة» التي قام بها جاكسون «قد حصلت على امتناننا واعجابنا». بدوره أشاد جاكسون بريغان بإرسال رسالة إلى الرئيس السوري حافظ الأسد لدعوته إلى التعاون في إحلال السلام في لبنان.

## فيما بعد
بعد الأسر والإفراج عنه والعودة إلى الولايات المتحدة ظل غودمان في الخدمة النشطة.
كملازم قائد ظهر بوبي غودمان في حلقة «أجنحة على الخليج» في عام 1992 ناقش فيها تجاربه في حرب الخليج الثانية عام 1991 مع العراق عندما طار بطائرته من طراز غرومان ايه-6 إنترودر.
تقاعد برتبة قائد عام 1995.